# Viktor Östlund
John Viktor Östlund, född 19 januari 1992 i Märsta, är en svensk tidigare handbollsspelare (vänsternia).
Viktor Östlund är bror till handbollstränaren Jesper Östlund.

## Klubbkarriär
Viktor Östlund började spela handboll i Skånela IF i Märsta. Han spelade för klubben då den tog sig till elitserien 2012. Det blev bara ett år i elitserien för Skånela. Östlund bytte klubb till Eskilstuna Guif där han utvecklades mycket snabbt.
Östlund lämnade Eskilstuna Guif 2016 efter ett proffsanbud från Team Tvis Holstebro i Danmark. Han presterade bra i Danmark, kanske bäst sista året. Under tre säsonger i TTH Holstebro bidrog han till att klubben tillhörde toppen i Danmark och knep danska cupguldet 2018.
Efter tre år i Danmark återvände han till svensk handboll och HK Malmö där han spelade i två år. Efter säsongen 2020-2021 avslutade han sin handbollskarriär på grund av sjukdom som påverkar andningen.

## Landslagskarriär
Landslagskarriären började i U-landslagen där han spelade 2009 till 2013. Sommaren 2013 var han med och blev U21-världsmästare med Sveriges U21-landslag. Östlund debuterade samma år i A-landslaget mot Polen.
Han gjorde mästerskapsdebut vid VM 2015 för Sverige och började med att göra sex mål mot Island. Han spelade även EM 2016 i Polen för Sverige. Han missade VM 2017 efter skada.
Vid EM 2018 i Kroatien var han med och vann silvermedalj med Sverige. Östlund blev inte uttagen till fler mästerskapsturneringar utan landslaget satsade på andra spelare som Simon Jeppsson och Lukas Nilsson. Internationellt blev EM-silvret 2018 hans främsta merit.

## Landslagsstatistik
- J-landslaget: 35 matcher, 82 mål
- U-landslaget: 31 matcher, 77 mål
- A-landslaget: 41 matcher, 101 mål